# Coatlinchán
Coatlinchan est une ville située dans l'état de Mexico.
La ville est réputée pour avoir hébergé une statue de 168 tonnes, en basalte, du dieu aztèque de l'eau, Tlaloc, déplacée en 1964.